# Interlands Noors voetbalelftal 1908-1919
Deze pagina toont een chronologisch en gedetailleerd overzicht van de interlands die het Noors voetbalelftal heeft gespeeld in de periode 1908 – 1919.

## Interlands

### 1908
|                                                                    | |        |                                                    |                                                                               |
| 12 juli Vriendschappelijk № 1 «onderlinge duels» 13:00 uur (UTC+1) | Zweden | 11 – 3 | Noorwegen                                          | Idrottsplatsen, Göteborg Toeschouwers: 3.000 Scheidsrechter: John Smith (SWE) |
| 12 juli Vriendschappelijk № 1 «onderlinge duels» 13:00 uur (UTC+1) | Karl Gustafsson 14', 79' Erik Börjesson 24', 60', 75', 86' Erik Bergström 27', 29', 44', 89' Hans Lindman 63' |        | 1' Minotti Bøhn 45' Hans Endrerud 66' Minotti Bøhn | Idrottsplatsen, Göteborg Toeschouwers: 3.000 Scheidsrechter: John Smith (SWE) |

### 1910
|                                                                         |           |                                                  |        |                                                                                 |
| 11 september Vriendschappelijk № 2 «onderlinge duels» 13:00 uur (UTC+1) | Noorwegen | 0 – 4                                            | Zweden | Frognerstadion, Oslo Toeschouwers: 6.000 Scheidsrechter: Charles Buchwald (DEN) |
| 11 september Vriendschappelijk № 2 «onderlinge duels» 13:00 uur (UTC+1) |           | 47', 62' Herman Myrberg 60', 80' Karl Gustafsson |        | Frognerstadion, Oslo Toeschouwers: 6.000 Scheidsrechter: Charles Buchwald (DEN) |

### 1911
|                                                                         |                                                                             |       |                   |                                                                            |
| 17 september Vriendschappelijk № 3 «onderlinge duels» 13:00 uur (UTC+1) | Zweden                                                                      | 4 – 1 | Noorwegen         | Råsunda IP, Solna Toeschouwers: 3.000 Scheidsrechter: Nils Middelboe (DEN) |
| 17 september Vriendschappelijk № 3 «onderlinge duels» 13:00 uur (UTC+1) | August Ekroth 8' Erik Börjesson 15' August Ekroth 35' William Dahlström 47' |       | 60' Victor Nysted | Råsunda IP, Solna Toeschouwers: 3.000 Scheidsrechter: Nils Middelboe (DEN) |

### 1912
|                                                                    |                    |       |                        |                                                                               |
| 16 juni Vriendschappelijk № 4 «onderlinge duels» 20:00 uur (UTC+1) | Noorwegen          | 1 – 2 | Zweden                 | Frognerstadion, Oslo Toeschouwers: 6.000 Scheidsrechter: Nils Middelboe (DEN) |
| 16 juni Vriendschappelijk № 4 «onderlinge duels» 20:00 uur (UTC+1) | Rolf Maartmann 22' |       | 37', 75' August Ekroth | Frognerstadion, Oslo Toeschouwers: 6.000 Scheidsrechter: Nils Middelboe (DEN) |

|                                                                    |           |                                                                           |           |                                                                              |
| 23 juni Vriendschappelijk № 5 «onderlinge duels» 19:30 uur (UTC+1) | Noorwegen | 0 – 6                                                                     | Hongarije | Frognerstadion, Oslo Toeschouwers: 4.000 Scheidsrechter: Ruben Gelbord (SWE) |
| 23 juni Vriendschappelijk № 5 «onderlinge duels» 19:30 uur (UTC+1) |           | 10', 89' Imre Schlosser 31' István Tóth Potya 49', 71', 73' Sándor Bodnár |           | Frognerstadion, Oslo Toeschouwers: 4.000 Scheidsrechter: Ruben Gelbord (SWE) |

| Olympische Spelen 1912 |
| ---------------------- |

|                                                                                 | |       |           |                                                                         |
| 30 juni Olympische Spelen Eerste ronde № 6 «onderlinge duels» 16:30 uur (UTC+1) | Denemarken                                                                                               | 7 – 0 | Noorwegen | Råsunda IP, Solna Toeschouwers: 700 Scheidsrechter: Ruben Gelbord (SWE) |
| 30 juni Olympische Spelen Eerste ronde № 6 «onderlinge duels» 16:30 uur (UTC+1) | Anthon Olsen 4', 70', 88' Vilhelm Wolfhagen 25' Nils Middelboe 37' Sophus Nielsen 60' Sophus Nielsen 85' |       |           | Råsunda IP, Solna Toeschouwers: 700 Scheidsrechter: Ruben Gelbord (SWE) |

|                                                                               |                     |       |           |                                                                                 |
| 1 juli Olympische Spelen Kwartfinale № 7 «onderlinge duels» 11:00 uur (UTC+1) | Oostenrijk          | 1 – 0 | Noorwegen | Tranebergs IP, Stockholm Toeschouwers: 200 Scheidsrechter: Paulus Sjöblom (SWE) |
| 1 juli Olympische Spelen Kwartfinale № 7 «onderlinge duels» 11:00 uur (UTC+1) | Leopold Neubauer 2' |       |           | Tranebergs IP, Stockholm Toeschouwers: 200 Scheidsrechter: Paulus Sjöblom (SWE) |

|  |  |  |  |  |  |  |  |  |

|                                                                       |                                                                         |       |                                  |                                                                                            |
| 3 november Vriendschappelijk № 8 «onderlinge duels» 13:00 uur (UTC+1) | Zweden                                                                  | 4 – 2 | Noorwegen                        | Valhalla Idrottsplats, Göteborg Toeschouwers: 3.000 Scheidsrechter: Charles Buchwald (DEN) |
| 3 november Vriendschappelijk № 8 «onderlinge duels» 13:00 uur (UTC+1) | Götrik Frykman 10', 37' Ivar Svensson 18', 37' August Ekroth 70' (pen.) |       | 21', 55' Halfdan Ditlev-Simonsen | Valhalla Idrottsplats, Göteborg Toeschouwers: 3.000 Scheidsrechter: Charles Buchwald (DEN) |

### 1913
|                                                                   |                                                                                                   |       |           |                                                                                       |
| 8 juni vriendschappelijk № 9 «onderlinge duels» 19:30 uur (UTC+1) | Zweden                                                                                            | 9 – 0 | Noorwegen | Olympisch Stadion, Stockholm Toeschouwers: 10.000 Scheidsrechter: Ruben Gelbord (SWE) |
| 8 juni vriendschappelijk № 9 «onderlinge duels» 19:30 uur (UTC+1) | Ivar Svensson 4', 65' Karl Bergström 9' Karl Gustafsson 23', 36', 50', 52' August Ekroth 75', 86' |       |           | Olympisch Stadion, Stockholm Toeschouwers: 10.000 Scheidsrechter: Ruben Gelbord (SWE) |

|                                                                             |                     |       |                     |                                                                                     |
| 14 september vriendschappelijk № 10 «onderlinge duels» 16:30 uur (UTC+2:30) | Rusland             | 1 – 1 | Noorwegen           | Sokolniki Pitch, Moskou Toeschouwers: 4.000 Scheidsrechter: Alexander Schultz (RUS) |
| 14 september vriendschappelijk № 10 «onderlinge duels» 16:30 uur (UTC+2:30) | Valentin Sysoev 40' |       | 30' Johan Lauritzen | Sokolniki Pitch, Moskou Toeschouwers: 4.000 Scheidsrechter: Alexander Schultz (RUS) |

|                                                                        |                     |       |                 |                                                                                  |
| 26 oktober vriendschappelijk № 11 «onderlinge duels» 13:00 uur (UTC+1) | Noorwegen           | 1 – 1 | Zweden          | Bislettstadion, Oslo Toeschouwers: 10.000 Scheidsrechter: Charles Buchwald (DEN) |
| 26 oktober vriendschappelijk № 11 «onderlinge duels» 13:00 uur (UTC+1) | Per Skou 60' (pen.) |       | 80' Karl Olsson | Bislettstadion, Oslo Toeschouwers: 10.000 Scheidsrechter: Charles Buchwald (DEN) |

### 1914
|                                                                     |           |                |        |                                                                                    |
| 28 juni Vriendschappelijk № 12 «onderlinge duels» 17:00 uur (UTC+1) | Noorwegen | 0 – 1          | Zweden | Frognerstadion, Oslo Toeschouwers: 8.000 Scheidsrechter: Hagbard Vestergaard (DEN) |
| 28 juni Vriendschappelijk № 12 «onderlinge duels» 17:00 uur (UTC+1) |           | 60' Erik Hjelm |        | Frognerstadion, Oslo Toeschouwers: 8.000 Scheidsrechter: Hagbard Vestergaard (DEN) |

|                                                                     |                    |       |                     |                                                                           |
| 12 juli Vriendschappelijk № 13 «onderlinge duels» 18:00 uur (UTC+1) | Noorwegen          | 1 – 1 | Rusland             | Frognerstadion, Oslo Toeschouwers: 6.000 Scheidsrechter: Daniel Eie (NOR) |
| 12 juli Vriendschappelijk № 13 «onderlinge duels» 18:00 uur (UTC+1) | Rolf Maartmann 44' |       | 5' Aleksandr Krotov | Frognerstadion, Oslo Toeschouwers: 6.000 Scheidsrechter: Daniel Eie (NOR) |

|                                                                        |                                                                                |       |           |                                                                                           |
| 25 oktober Vriendschappelijk № 14 «onderlinge duels» 13:00 uur (UTC+1) | Zweden                                                                         | 7 – 0 | Noorwegen | Råsunda Idrottsplats, Solna Toeschouwers: 3.100 Scheidsrechter: Hagbard Vestergaard (DEN) |
| 25 oktober Vriendschappelijk № 14 «onderlinge duels» 13:00 uur (UTC+1) | August Ekroth 5', 80', 86' Sten Söderberg 20', 65', 68' Gottfrid Johansson 47' |       |           | Råsunda Idrottsplats, Solna Toeschouwers: 3.100 Scheidsrechter: Hagbard Vestergaard (DEN) |

### 1915
|                                                                     |                       |       |                        |                                                                                     |
| 27 juni Vriendschappelijk № 15 «onderlinge duels» 13:00 uur (UTC+1) | Noorwegen             | 1 – 1 | Zweden                 | Frognerstadion, Oslo Toeschouwers: 10.000 Scheidsrechter: Hagbard Vestergaard (DEN) |
| 27 juni Vriendschappelijk № 15 «onderlinge duels» 13:00 uur (UTC+1) | Kaare Engebretsen 54' |       | 82' Valfrid Gunnarsson | Frognerstadion, Oslo Toeschouwers: 10.000 Scheidsrechter: Hagbard Vestergaard (DEN) |

|                                                                          |                                                                                                   |       |                             |                                                                                         |
| 19 september Vriendschappelijk № 16 «onderlinge duels» 13:30 uur (UTC+1) | Denemarken                                                                                        | 8 – 1 | Noorwegen                   | Københavns Idrætspark, Kopenhagen Toeschouwers: 5.000 Scheidsrechter: Erik Alstam (SWE) |
| 19 september Vriendschappelijk № 16 «onderlinge duels» 13:30 uur (UTC+1) | Poul Nielsen 23', 37', 71' Anthon Olsen 28', 65', 77' Michael Rohde 53' Svend Castella 80' (pen.) |       | 20' Halfdan Ditlev-Simonsen | Københavns Idrætspark, Kopenhagen Toeschouwers: 5.000 Scheidsrechter: Erik Alstam (SWE) |

|                                                                        |                                                         |       |                                                    |                                                                                            |
| 24 oktober Vriendschappelijk № 17 «onderlinge duels» 13:30 uur (UTC+1) | Zweden                                                  | 5 – 2 | Noorwegen                                          | Olympisch Stadion, Stockholm Toeschouwers: 8.000 Scheidsrechter: Hagbard Vestergaard (DEN) |
| 24 oktober Vriendschappelijk № 17 «onderlinge duels» 13:30 uur (UTC+1) | Ivar Svensson 10', 14', 61' Valfrid Gunnarsson 44', 77' |       | 65' Halfdan Ditlev-Simonsen 85' (pen.) Adolph Wold | Olympisch Stadion, Stockholm Toeschouwers: 8.000 Scheidsrechter: Hagbard Vestergaard (DEN) |

### 1916
|                                                                     |           |                        |            |                                                                             |
| 25 juni Vriendschappelijk № 18 «onderlinge duels» 13:00 uur (UTC+2) | Noorwegen | 0 – 2                  | Denemarken | Frognerstadion, Oslo Toeschouwers: 12.000 Scheidsrechter: Erik Alstam (SWE) |
| 25 juni Vriendschappelijk № 18 «onderlinge duels» 13:00 uur (UTC+2) |           | 75', 82' Michael Rohde |            | Frognerstadion, Oslo Toeschouwers: 12.000 Scheidsrechter: Erik Alstam (SWE) |

|                                                                    |                                                                                         |       |           |                                                                                            |
| 2 juli Vriendschappelijk № 19 «onderlinge duels» 14:00 uur (UTC+2) | Zweden                                                                                  | 6 – 0 | Noorwegen | Olympisch Stadion, Stockholm Toeschouwers: 6.000 Scheidsrechter: Hagbard Vestergaard (DEN) |
| 2 juli Vriendschappelijk № 19 «onderlinge duels» 14:00 uur (UTC+2) | Karl Karlstrand 25' Karl Gustafsson 30', 61', 80' Ragnar Wicksell 50' Ivar Svensson 65' |       |           | Olympisch Stadion, Stockholm Toeschouwers: 6.000 Scheidsrechter: Hagbard Vestergaard (DEN) |

|                                                                         |                       |       |                  |                                                                              |
| 3 september Vriendschappelijk № 20 «onderlinge duels» 18:00 uur (UTC+2) | Noorwegen             | 1 – 1 | Verenigde Staten | Frognerstadion, Oslo Toeschouwers: 12.000 Scheidsrechter: Ernst Albihn (SWE) |
| 3 september Vriendschappelijk № 20 «onderlinge duels» 18:00 uur (UTC+2) | Kaare Engebretsen 50' |       | Charles Ellis    | Frognerstadion, Oslo Toeschouwers: 12.000 Scheidsrechter: Ernst Albihn (SWE) |

|                                                                       |           |       |        |                                                                                     |
| 1 oktober Vriendschappelijk № 21 «onderlinge duels» 13:00 uur (UTC+1) | Noorwegen | 0 – 0 | Zweden | Frognerstadion, Oslo Toeschouwers: 12.000 Scheidsrechter: Hagbard Vestergaard (DEN) |
| 1 oktober Vriendschappelijk № 21 «onderlinge duels» 13:00 uur (UTC+1) |           |       |        | Frognerstadion, Oslo Toeschouwers: 12.000 Scheidsrechter: Hagbard Vestergaard (DEN) |

|                                                                        |                                                                             |       |           |                                                                                          |
| 15 oktober Vriendschappelijk № 22 «onderlinge duels» 13:30 uur (UTC+1) | Denemarken                                                                  | 8 – 0 | Noorwegen | Københavns Idrætspark, Kopenhagen Toeschouwers: 10.000 Scheidsrechter: Erik Alstam (SWE) |
| 15 oktober Vriendschappelijk № 22 «onderlinge duels» 13:30 uur (UTC+1) | Michael Rohde 2', 10', 57' Anthon Olsen 12' Poul Nielsen 25', 40', 47', 70' |       |           | Københavns Idrætspark, Kopenhagen Toeschouwers: 10.000 Scheidsrechter: Erik Alstam (SWE) |

### 1917
|                                                                     |                     |       |                                            |                                                                              |
| 17 juni Vriendschappelijk № 23 «onderlinge duels» 18:00 uur (UTC+1) | Noorwegen           | 1 – 2 | Denemarken                                 | Frognerstadion, Oslo Toeschouwers: 12.000 Scheidsrechter: Ernst Albihn (SWE) |
| 17 juni Vriendschappelijk № 23 «onderlinge duels» 18:00 uur (UTC+1) | Johnny Helgesen 80' |       | 70' Alf Olsen 85' (pen.) Vilhelm Wolfhagen | Frognerstadion, Oslo Toeschouwers: 12.000 Scheidsrechter: Ernst Albihn (SWE) |

|                                                                         |                                   |       |                                       |                                                                                    |
| 19 augustus Vriendschappelijk № 24 «onderlinge duels» 13:30 uur (UTC+1) | Zweden                            | 3 – 3 | Noorwegen                             | Olympia, Helsingborg Toeschouwers: 4.000 Scheidsrechter: Hagbard Vestergaard (DEN) |
| 19 augustus Vriendschappelijk № 24 «onderlinge duels» 13:30 uur (UTC+1) | Carl Ström 15', 47' Otto Malm 54' |       | 22' Rolf Aas 64', 81' Einar Gundersen | Olympia, Helsingborg Toeschouwers: 4.000 Scheidsrechter: Hagbard Vestergaard (DEN) |

|                                                                          |           |                                      |        |                                                                                     |
| 16 september Vriendschappelijk № 25 «onderlinge duels» 13:00 uur (UTC+1) | Noorwegen | 0 – 2                                | Zweden | Frognerstadion, Oslo Toeschouwers: 12.000 Scheidsrechter: Hagbard Vestergaard (DEN) |
| 16 september Vriendschappelijk № 25 «onderlinge duels» 13:00 uur (UTC+1) |           | 8' August Ekroth 77' Karl Gustafsson |        | Frognerstadion, Oslo Toeschouwers: 12.000 Scheidsrechter: Hagbard Vestergaard (DEN) |

|                                                                       | |        |           |                                                                                           |
| 7 oktober Vriendschappelijk № 26 «onderlinge duels» 13:30 uur (UTC+1) | Denemarken | 12 – 0 | Noorwegen | Københavns Idrætspark, Kopenhagen Toeschouwers: 15.000 Scheidsrechter: Ernst Albihn (SWE) |
| 7 oktober Vriendschappelijk № 26 «onderlinge duels» 13:30 uur (UTC+1) | Michael Rohde 5', 28' Victor Klein 9', 13', 25' Paul Berth 68' Poul Nielsen 71', 75', 77', 78', 81' Alf Olsen 83' |        |           | Københavns Idrætspark, Kopenhagen Toeschouwers: 15.000 Scheidsrechter: Ernst Albihn (SWE) |

### 1918
|                                                                    |                                     |       |           |                                                                                             |
| 26 mei Vriendschappelijk № 27 «onderlinge duels» 13:30 uur (UTC+1) | Zweden                              | 2 – 0 | Noorwegen | Olympisch Stadion, Stockholm Toeschouwers: 10.000 Scheidsrechter: Hagbard Vestergaard (DEN) |
| 26 mei Vriendschappelijk № 27 «onderlinge duels» 13:30 uur (UTC+1) | Karl Gustafsson 23' Ture Sterne 73' |       |           | Olympisch Stadion, Stockholm Toeschouwers: 10.000 Scheidsrechter: Hagbard Vestergaard (DEN) |

|                                                                     |                                                         |       |                       |                                                                              |
| 16 juni Vriendschappelijk № 28 «onderlinge duels» 18:00 uur (UTC+1) | Noorwegen                                               | 3 – 1 | Denemarken            | Frognerstadion, Oslo Toeschouwers: 12.000 Scheidsrechter: Ernst Albihn (SWE) |
| 16 juni Vriendschappelijk № 28 «onderlinge duels» 18:00 uur (UTC+1) | Per Helsing 25' Johnny Helgesen 26' Einar Gundersen 70' |       | 88' Christian Grøthan | Frognerstadion, Oslo Toeschouwers: 12.000 Scheidsrechter: Ernst Albihn (SWE) |

|                                                                          |                          |       |                    |                                                                                     |
| 15 september Vriendschappelijk № 29 «onderlinge duels» 13:00 uur (UTC+1) | Noorwegen                | 2 – 1 | Zweden             | Frognerstadion, Oslo Toeschouwers: 12.000 Scheidsrechter: Hagbard Vestergaard (DEN) |
| 15 september Vriendschappelijk № 29 «onderlinge duels» 13:00 uur (UTC+1) | Einar Gundersen 49', 55' |       | 68' Erik Börjesson | Frognerstadion, Oslo Toeschouwers: 12.000 Scheidsrechter: Hagbard Vestergaard (DEN) |

|                                                                       |                                                                         |       |           |                                                                                           |
| 6 oktober Vriendschappelijk № 30 «onderlinge duels» 13:30 uur (UTC+1) | Denemarken                                                              | 4 – 0 | Noorwegen | Københavns Idrætspark, Kopenhagen Toeschouwers: 13.000 Scheidsrechter: Ernst Albihn (SWE) |
| 6 oktober Vriendschappelijk № 30 «onderlinge duels» 13:30 uur (UTC+1) | Carl Hansen 19' Steen Blicher 24' (pen.) Alf Olsen 49' Poul Nielsen 82' |       |           | Københavns Idrætspark, Kopenhagen Toeschouwers: 13.000 Scheidsrechter: Ernst Albihn (SWE) |

### 1919
|                                                                     |                                                   |       |                            |                                                                                           |
| 12 juni Vriendschappelijk № 31 «onderlinge duels» 19:00 uur (UTC+1) | Denemarken                                        | 5 – 1 | Noorwegen                  | Københavns Idrætspark, Kopenhagen Toeschouwers: 15.000 Scheidsrechter: Ernst Albihn (SWE) |
| 12 juni Vriendschappelijk № 31 «onderlinge duels» 19:00 uur (UTC+1) | Poul Nielsen 24', 42', 59' Michael Rohde 27', 35' |       | 12' (pen.) Johnny Helgesen | Københavns Idrætspark, Kopenhagen Toeschouwers: 15.000 Scheidsrechter: Ernst Albihn (SWE) |

|                                                                     |                                                                               |       |                                                              |                                                                                 |
| 29 juni Vriendschappelijk № 32 «onderlinge duels» 13:00 uur (UTC+1) | Noorwegen                                                                     | 4 – 3 | Zweden                                                       | Gressbanen, Oslo Toeschouwers: 14.000 Scheidsrechter: Hagbard Vestergaard (DEN) |
| 29 juni Vriendschappelijk № 32 «onderlinge duels» 13:00 uur (UTC+1) | Kaare Engebretsen 2' Einar Gundersen 6' Adolph Wold 47' Kaare Engebretsen 80' |       | 25' Herbert Carlsson 58' (e.d) Otto Aulie 63' Karl Bergström | Gressbanen, Oslo Toeschouwers: 14.000 Scheidsrechter: Hagbard Vestergaard (DEN) |

|                                                                         |                       |       |                    |                                                                          |
| 31 augustus Vriendschappelijk № 33 «onderlinge duels» 12:30 uur (UTC+1) | Noorwegen             | 1 – 1 | Nederland          | Gressbanen, Oslo Toeschouwers: 14.000 Scheidsrechter: Kurt Nilsson (SWE) |
| 31 augustus Vriendschappelijk № 33 «onderlinge duels» 12:30 uur (UTC+1) | Kaare Engebretsen 67' |       | 58' Wout Buitenweg | Gressbanen, Oslo Toeschouwers: 14.000 Scheidsrechter: Kurt Nilsson (SWE) |

|                                                                          |                  |       |                                                                     |                                                                                       |
| 14 september Vriendschappelijk № 34 «onderlinge duels» 13:00 uur (UTC+1) | Zweden           | 1 – 5 | Noorwegen                                                           | Gamla Ullevi, Göteborg Toeschouwers: 12.000 Scheidsrechter: Hagbard Vestergaard (DEN) |
| 14 september Vriendschappelijk № 34 «onderlinge duels» 13:00 uur (UTC+1) | Olof Svedberg 8' |       | 20', 21', 32' Kaare Engebretsen 54' Adolph Wold 80' Einar Gundersen | Gamla Ullevi, Göteborg Toeschouwers: 12.000 Scheidsrechter: Hagbard Vestergaard (DEN) |

|                                                                          |                                              |       |                       |                                                                          |
| 21 september Vriendschappelijk № 35 «onderlinge duels» 13:00 uur (UTC+1) | Noorwegen                                    | 3 – 2 | Denemarken            | Gressbanen, Oslo Toeschouwers: 12.000 Scheidsrechter: Ernst Albihn (SWE) |
| 21 september Vriendschappelijk № 35 «onderlinge duels» 13:00 uur (UTC+1) | Einar Gundersen 11', 82' Johnny Helgesen 77' |       | 18', 72' Poul Nielsen | Gressbanen, Oslo Toeschouwers: 12.000 Scheidsrechter: Ernst Albihn (SWE) |

NFF · A-internationals · Selecties · Bondscoaches · Noors vrouwenelftal · Olympisch elftal · Noorwegen U21 · Noorwegen U20 · Noorwegen U19 · Noorwegen U18 · Noorwegen U17 · Noorwegen U16 · Vrouwen U17
1908 – 1919 ·
1920 – 1929 ·
1930 – 1939 ·
1940 – 1949 ·
1950 – 1959 ·
1960 – 1969 ·
1970 – 1979 ·
1980 – 1989 ·
1990 – 1999 ·
2000 – 2009 ·
2010 – 2019 ·
2020 − 2029
EK 2000
WK 1938 ·
WK 1994 ·
WK 1998
OS 1912 · 
OS 1920 · 
OS 1936 · 
OS 1952 · 
OS 1984
1908 ·
1909 ·
1910 ·
1911 ·
1912 · 
1913 · 
1914 · 
1915 · 
1916 · 
1917 · 
1918 · 
1919 · 
1920 · 
1921 · 
1922 · 
1923 · 
1924 · 
1925 · 
1926 · 
1927 · 
1928 · 
1929 · 
1930 · 
1931 · 
1932 · 
1933 · 
1934 · 
1935 · 
1936 · 
1937 · 
1938 · 
1939 · 
1940 – 1944 · 
1945 · 
1946 · 
1947 · 
1948 · 
1949 · 
1950 · 
1952 · 
1952 · 
1953 · 
1954 · 
1955 · 
1956 · 
1957 · 
1958 · 
1959 · 
1960 · 
1961 · 
1962 · 
1963 · 
1964 · 
1965 · 
1966 · 
1967 · 
1968 · 
1969 · 
1970 · 
1971 · 
1972 · 
1973 · 
1974 · 
1975 · 
1976 · 
1977 · 
1978 · 
1979 · 
1980 · 
1981 · 
1982 · 
1983 · 
1984 · 
1985 · 
1986 · 
1987 · 
1988 · 
1989 · 
1990 ·
1991 · 
1992 · 
1993 · 
1994 · 
1995 · 
1996 · 
1997 · 
1998 · 
1999 · 
2000 · 
2001 · 
2002 · 
2003 · 
2004 · 
2005 · 
2006 · 
2007 · 
2008 · 
2009 · 
2010 · 
2011 · 
2012 · 
2013 · 
2014 · 
2015 · 
2016 · 
2017 · 
2018 ·
2019 ·
2020 ·
2021 ·
2022 ·
2023 ·
2024
Albanië ·
Argentinië ·
Armenië ·
Australië ·
Azerbeidzjan ·
Bahrein ·
België ·
Bermuda ·
Bosnië en Herzegovina ·
Brazilië ·
Bulgarije ·
China ·
Colombia ·
Costa Rica ·
Cyprus ·
Denemarken ·
DDR ·
Duitsland ·
Egypte ·
Engeland ·
Estland ·
Faeröer ·
Finland ·
Frankrijk ·
Georgië ·
Ghana ·
Gibraltar ·
Grenada ·
Griekenland ·
Guatemala ·
Honduras ·
Hongarije ·
Hongkong ·
Ierland ·
IJsland ·
Israël ·
Italië ·
Jamaica ·
Japan ·
Joegoslavië ·
Jordanië ·
Kameroen ·
Kazachstan ·
Koeweit ·
Kosovo ·
Kroatië ·
Letland ·
Litouwen ·
Luxemburg ·
Malta ·
Marokko ·
Mexico ·
Moldavië ·
Montenegro ·
Nederland ·
Nieuw-Zeeland ·
Nigeria ·
Noord-Ierland ·
Noord-Korea ·
Noord-Macedonië ·
Oekraïne ·
Oman ·
Oostenrijk ·
Panama ·
Paraguay ·
Polen ·
Portugal ·
Qatar ·
Roemenië ·
Rusland ·
Saarland ·
San Marino ·
Saoedi-Arabië ·
Schotland ·
Senegal ·
Servië ·
Servië en Montenegro ·
Singapore ·
Slovenië ·
Slowakije ·
Sovjet-Unie ·
Spanje ·
Thailand ·
Trinidad en Tobago ·
Tsjechië ·
Tsjecho-Slowakije ·
Tunesië ·
Turkije ·
Uruguay ·
Verenigde Arabische Emiraten ·
Verenigde Staten ·
Verenigd Koninkrijk ·
Wales ·
Wit-Rusland ·
Zuid-Afrika ·
Zuid-Korea ·
Zweden ·
Zwitserland
België · Bohemen · Denemarken · Duitsland · Engeland · Finland · Frankrijk · Hongarije · Ierland · Italië · Luxemburg · Nederland · Noorwegen · Oostenrijk · Rusland · Schotland · Wales · Zweden · Zwitserland